# Broadway Junction (métro de New York)
Broadway Junction est une station aérienne et souterraine du métro de New York située à la frontière des quartiers de Bedford Stuyvesant et East New York à Brooklyn. Elle est située sur deux lignes aériennes, la BMT Canarsie Line (métros gris) et la BMT Jamaica Line (métros marron) issues de l'ancienne Brooklyn-Manhattan Transit Corporation (BMT) et une ligne souterraine, l'IND Fulton Street Line (métros bleus) issue du réseau de l'ancien Independent Subway System (IND). Elle servait aussi de station à l'ancienne Fulton Street Line avant sa fermeture en 1956. Sur la base de la fréquentation, la station figurait au 167e rang sur 421 en 2012.
Au total, cinq services y circulent :
- les métros A, J et L y transitent 24/7 ;
- les métros C y circulent tout le temps, sauf durant les late nights ;
- les métros Z n'y circulent que pendant les heures de pointe et dans la direction la plus encombrée.